# バンテック (物流)
株式会社バンテックは、神奈川県横浜市に本社を置く貨物自動車運送業などを行う総合物流企業である。元日産グループの企業と元東急グループの企業が経営統合してできた企業である。

## 沿革

### 株式会社バンテック（旧株式会社バンテック・グループ・ホールディングス）
- 2006年（平成18年）3月 - 株式移転により、株式会社バンテック・グループ・ホールディングス設立。
- 2007年（平成19年）9月 - 東京証券取引所1部上場。
- 2009年（平成21年）4月 - 旧株式会社バンテックとバンテック ワールド トランスポート株式会社を吸収合併し、株式会社バンテックに社名変更。
- 2011年（平成23年）4月 - 日立物流（現・ロジスティード）による株式公開買い付けを実施、連結子会社となる。
- 2012年（平成24年）4月 - 日立物流の完全子会社となる。
- 2019年（令和元年）7月 - 神奈川県川崎市川崎区日進町から横浜市西区みなとみらいのみなとみらいセンタービルに本社を移転[1]。

### 株式会社日立物流バンテックフォワーディング
- 2012年（平成24年）7月 - バンテックおよび日立物流のフォワーディング事業を日立物流シーアンドエア株式会社へ吸収分割し、株式会社日立物流バンテックフォワーディングが発足。
- 2016年（平成28年）4月 - 日立物流の完全子会社となる。

### 株式会社バンテックホールディングス
- 1990年（平成2年）4月 - エフエルインパルスリーシング株式会社設立。
- 1995年（平成7年）6月 - エフエルインパルスリーシング有限会社に変更。
- 2003年（平成15年）8月 - 株式会社バンテックホールディングスに変更。
- 2005年（平成17年）3月 - 株式会社バンテックと株式会社バンテック ワールド トランスポートを完全子会社にする。
- 2006年（平成18年）3月 - 株式移転により、株式会社バンテック・グループ・ホールディングスの完全子会社となり、バンテックホールディングスは中間持株会社となる。

### 旧・株式会社バンテック
- 1954年（昭和29年）1月 - 日産自動車の子会社として、横浜輸送株式会社設立。
- 1990年（平成2年） - 社名を株式会社ヨコユバンテックに変更。
- 1997年（平成9年）10月 - 社名を株式会社バンテックに変更。
- 2001年（平成13年）1月 - マネジメント・バイアウト（MBO）により、日産自動車から独立。
- 2005年（平成17年）3月 - 株式会社バンテックホールディングスの完全子会社となる。
- 2009年（平成21年）4月 - 株式会社バンテック・グループ・ホールディングス（同日株式会社バンテックに社名変更）に吸収合併される。

### バンテック ワールド トランスポート株式会社
- 1976年（昭和51年）6月 - 東京急行電鉄の子会社として、東急エアカーゴ株式会社設立。
- 2004年（平成16年）12月 - マネジメント・バイアウトにより、東京急行電鉄から独立。
- 2005年（平成17年）
  - 2月 - 社名をバンテック ワールド トランスポート株式会社に変更。
  - 3月 - 株式会社バンテックホールディングスの完全子会社となる。
- 2009年（平成21年）4月 - 株式会社バンテック・グループ・ホールディングス（同日株式会社バンテックに社名変更）に吸収合併される。

## 関連企業
- 株式会社バンテックイースト（本社：埼玉県比企郡滑川町）
- 株式会社バンテックセントラル（本社：横浜市神奈川区）
- 常盤海運株式会社（本社：横浜市中区）
- 株式会社バンテック九州（本社：福岡県京都郡苅田町）